# Oryzopsis obtusa
Oryzopsis obtusa är en gräsart som beskrevs av Otto Stapf och Daniel Oliver. Oryzopsis obtusa ingår i släktet Oryzopsis och familjen gräs. Inga underarter finns listade i Catalogue of Life.